# Anatoli Wassiljewitsch Samozwetow
Anatoli Wassiljewitsch Samozwetow (russisch Анатолий Васильевич Самоцветов, engl. Transkription Anatoliy Samotsvetov; * 27. November 1932 in Irkutsk; † 17. August 2014) war ein sowjetischer Hammerwerfer.
1956 gewann er Bronze bei den Olympischen Spielen in Melbourne. 
Bei den Studentenweltspielen holte er 1957 Gold und bei der Universiade 1959 Silber. Bei den Leichtathletik-Europameisterschaften 1958 in Stockholm kam er auf den 16. Platz.
1960 wurde er bei den Olympischen Spielen in Rom Siebter.
Seine persönliche Bestleistung von 66,53 m stellte er am 3. Juli 1960 in Moskau auf. 